# Diabrotica pulchra
Diabrotica pulchra es una especie de insecto coleóptero de la familia Chrysomelidae.
Fue descrita científicamente en 1823 por Sahlberg.